# Podejmowanie decyzji w drodze konsensusu

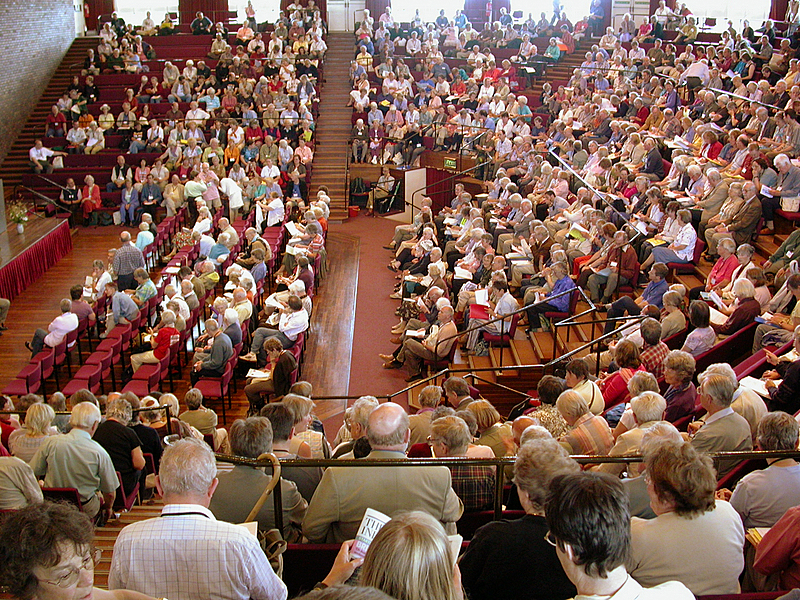
Spotkanie biznesowe kwakrów

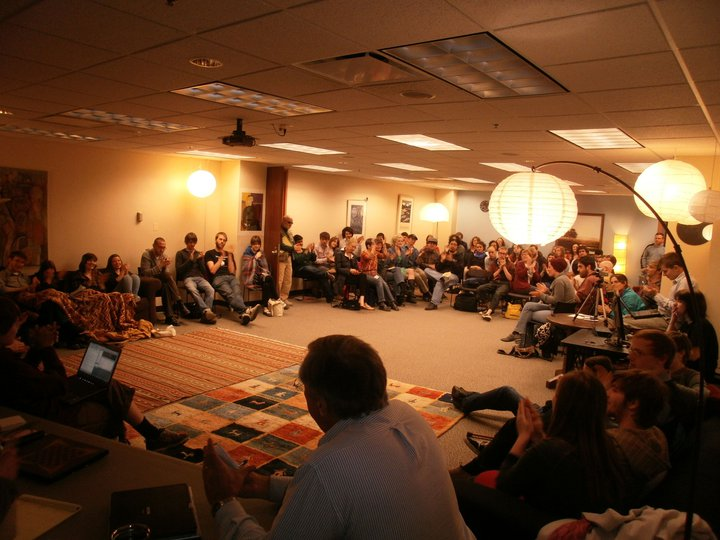
Członkowie Zgromadzenia Shimer College osiągają konsensus poprzez narady

Konsensusowe podejmowanie decyzji – proces podejmowania decyzji w grupie, w którym jej członkowie dyskutują i zgadzają się wspierać decyzję w najlepszym interesie całej grupy lub wspólnego celu. Konsensus można profesjonalnie zdefiniować jako akceptowalne rozwiązanie, które można poprzeć, nawet jeśli nie jest to w pełni odpowiednie dla każdej osoby. Wywodzi się z łacińskiego słowa cōnsēnsus (zgoda), które pochodzi od cōnsentiō, co oznacza dosłownie czuć się razem. Służy ono do opisu zarówno decyzji, jak i procesu jej podjęcia. Proces podejmowania decyzji na zasadzie konsensusu dotyczy zatem procesu obrad i finalizacji decyzji społecznych, gospodarczych, prawnych, środowiskowych i politycznych.

## Cele
Charakterystyka podejmowania decyzji w drodze konsensusu obejmuje:
- Współpraca: uczestnicy dzielą się propozycjami i kształtują ją w taki sposób, aby w jak największym stopniu uwzględnić obawy wszystkich członków grupy[2].
- Kooperacja: uczestnicy skutecznego procesu konsensusu powinni dążyć do podjęcia najlepszej możliwej decyzji dla grupy i wszystkich jej członków, ignorując osobiste preferencje.
- Egalitarny: Wszystkim członkom organu decyzyjnego konsensusu należy zapewnić, na ile to możliwe, równy wkład w proces. Wszyscy członkowie mają możliwość przedstawienia i zmiany wniosków.
- Inkluzywny: Jak najwięcej zainteresowanych stron powinno być zaangażowanych w proces podejmowania decyzji w drodze konsensusu.
- Uczestnictwo: w procesie konsensusu powinni aktywnie brać udział wszyscy decydenci[3].

## Alternatywa dla powszechnych praktyk podejmowania decyzji
Podejmowanie decyzji w drodze konsensusu jest alternatywą dla powszechnie praktykowanych procesów podejmowania decyzji w grupie. Książka Robert’s Rules of Order to przewodnik używany przez wiele organizacji. Ta książka pozwala na uporządkowanie debaty i przedstawienie propozycji, które mogą zostać zatwierdzone większością głosów. Nie ma na celu pełnego porozumienia między stronami. Krytycy takiego procesu podejmowana decyzji uważają, że może on wiązać się z kontrowersyjną debatą i tworzeniem konkurujących ze sobą frakcji. Ta dynamika może zaszkodzić relacjom członków grupy i osłabić zdolność grupy do wspólnego wdrażania spornej decyzji. Podejmowanie decyzji w drodze konsensusu ma na celu odniesienie się do przekonań dotyczących takich problemów. Zwolennicy twierdzą, że wyniki procesu konsensusu obejmują:
- Lepsze decyzje: dzięki uwzględnieniu wkładu wszystkich zainteresowanych stron, wynikające z nich wnioski mogą lepiej rozwiązać wszystkie potencjalne problemy.
- Lepsze wdrażanie: proces, który obejmuje i szanuje wszystkie strony oraz generuje możliwie największe porozumienie, stanowi podstawę większej współpracy przy wdrażaniu wynikających z niego decyzji.
- Lepsze relacje w grupie: atmosfera współpracy w grupie może sprzyjać większej spójności grupy i więzi międzyludzkiej.

## Zasady decyzyjne
Konsensus nie jest synonimem „jednomyślności” – choć może to być zasada uzgodniona w procesie decyzyjnym. Poziom porozumienia niezbędny do sfinalizowania decyzji jest znany jako „reguła decyzyjna”.

## Blokowanie i inne formy sprzeciwu
Aby upewnić się, że zgoda lub zdanie wszystkich uczestników jest ważne, wiele grup wybiera jednomyślność lub prawie jednomyślność jako zasadę niezbędną do podjęcia decyzji. Grupy wymagające jednomyślności dają poszczególnym uczestnikom możliwość zablokowania decyzji. Przepis ten motywuje grupę do upewnienia się, że wszyscy członkowie grupy wyrażają zgodę na każdą nową propozycję przed jej przyjęciem. Ważne są jednak właściwe wytyczne dotyczące korzystania z tej opcji. Etyka podejmowania decyzji opartych na konsensusie zachęca uczestników do przedkładania dobra całej grupy ponad własne, indywidualne preferencje. Kiedy istnieje możliwość zablokowania decyzji grupowej, zarówno grupę, jak i osoby o odmiennym zdaniu zachęca się do negocjacji aż do czasu osiągnięcia porozumienia. Samo zawetowanie decyzji nie jest uważane za odpowiedzialne stosowanie blokowania konsensusu. Niektóre typowe wytyczne dotyczące stosowania blokowania konsensusu obejmują:
- Zapewnienie opcji tym, którzy nie popierają propozycji żeby „odejść”.
- Wymaganie bloku od dwóch lub więcej osób, aby odłożyć propozycję na bok.
- Wymaganie od strony blokującej dostarczenia alternatywnej propozycji lub procesu jej stworzenia[8].
- Ograniczenie możliwości blokowania konsensusu przez każdą osobę.
- Ograniczenie opcji blokowania decyzji, które są istotne dla zadania lub działania grupy i nie zezwalanie na blokowanie rutynowych decyzji.
- Ograniczenie dopuszczalnego uzasadnienia blokowania kwestii, które są fundamentalne dla celów grupy lub potencjalnie katastrofalne dla grupy.

### Opcje sprzeciwu
Uczestnik, który nie popiera propozycji, może mieć inne możliwości niż po prostu ją zablokować. Niektóre typowe opcje mogą obejmować:
- Deklaracja zastrzeżeń: Członkowie grupy, którzy chcą zaakceptować wniosek, ale mają zastrzeżenia do grupy, mogą wybrać opcję „zgłoś zastrzeżenia”. W przypadku istotnych zastrzeżeń do wniosku organ decyzyjny może zdecydować o zmianie lub przeredagowaniu wniosku[9].
- Odsuń się: Członek grupy, który ma „poważny spór osobisty” co do propozycji, ale jest skłonny pozwolić, aby wniosek przeszedł, ma prawo „odejść na bok”. Chociaż odejście na bok nie wstrzymuje wniosku, często utożsamia się je z kategorycznym „nie”, a obawy członków grupy stojących z boku są zwykle rozwiązywane poprzez modyfikację wniosku. Odejść na bok mogą również członkowie, którzy uważają, że nie są w stanie odpowiednio zrozumieć propozycji lub uczestniczyć w niej[10][11][12].
- Sprzeciw: każdy członek grupy może „sprzeciwić się” propozycji. W grupach, w których obowiązuje zasada jednomyślności, wystarczy jedno veto, aby zatrzymać wniosek. Inne reguły decyzyjne mogą wymagać więcej niż jednego sprzeciwu, aby wniosek został zablokowany lub nie został przyjęty (patrz poprzednia sekcja: Zasady podejmowania decyzji).

## Modele procesów
Podstawowy model osiągania konsensusu określony przez jakąkolwiek regułę decyzyjną obejmuje:
- Wspólne tworzenie propozycji
- Znalezienie obaw i problemów związanych z propozycją
- Modyfikowanie propozycji w celu stworzenia jak największej zgodności z oczekiwaniami obu stron

Wszelkie próby osiągnięcia konsensusu rozpoczynają się od próby uzyskania pełnej zgody, niezależnie od progu reguły decyzyjnej.

### Konkretne modele
W modelu „kolegium rzeczników”, wspólnoty interesów podejmują wspólne decyzje, wyznaczając mówców. Chociaż prawa do przemawiania mogą być ograniczone do osoby wyznaczonej przez każdą z grup, na spotkaniu można wyznaczyć czas na przerwę, podczas której można omówić problem i powrócić znowu do dyskusji za pośrednictwem rzecznika. W przypadku kolegium rzeczników przygotowującego się do protestów w Waszyngtonie w 2000, wspólnoty interesów oskarżyły swoich rzeczników o nakłanianie do użycia siły. Grupom zezwolono na samoorganizację swoich protestów, ponieważ zostały podzielona one na różne miasta. Wielu uczestników poznało model rady w praktyce, uczestnicząc w nim bezpośrednio, słysząc obawy innych oraz wyrażając własne, co przełożyło się na lepsze planowanie.

#### Kolorowe karty
Jedną z metod wspierających osiągnięcie konsensusu jest system kolorowych kart, stosowany np. w ruchach aktywistycznych i organizacjach demokratycznych. Uczestnicy używają trzech kart: zielonej (zgoda), żółtej (wątpliwości, pytania) i czerwonej (sprzeciw). Umożliwia to szybkie rozeznanie, czy grupa jest bliska porozumienia.

#### Głosowanie poprzez osiągnięcie konsensusu
Grupa najpierw wybiera, przykładowo, trzech sędziów lub konsensorów. Debata na temat wybranego problemu jest inicjowana zaproszeniem do składania wniosków przez moderatora. Każda proponowana opcja jest akceptowana, jeśli sędziowie uznają ją za stosowną i zgodną z Kartą Praw Człowieka ONZ. Sędziowie tworzą i pokazują listę tych opcji. Debata toczy się dalej, z pytaniami, komentarzami, krytyką i/lub nawet nowymi opcjami. Jeśli debata nie doprowadzi do ustnego konsensusu, sędziowie sporządzają ostateczną listę opcji – zwykle od 4 do 6 – reprezentujących debatę. Kiedy wszyscy się zgodzą, przewodniczący wzywa do głosowania preferencyjnego, zgodnie z zasadami dla zmodyfikowanej Metody Bordy. Sędziowie decydują, która opcja lub która kombinacja dwóch wiodących opcji będzie wynikiem. Jeżeli poziom wsparcia przekroczy minimalny konsensus, może zostać przyjęty.

#### Blokowanie

Schemat blokowy procesu podejmowania podstawowych decyzji w ramach konsensusu

Grupy, które wymagają jednomyślności, zwykle używają podstawowego zestawu procedur przedstawionych na tym schemacie blokowym.
Po ustaleniu porządku obrad i, opcjonalnie, ustaleniu podstawowych zasad posiedzenia, każdy punkt porządku obrad jest kolejno rozpatrywany. Zazwyczaj każda decyzja wynikająca z punktu porządku obrad ma prostą strukturę:
- Dyskusja na temat: punkt jest omawiany w celu ustalenia opinii i informacji na dany temat. Podczas dyskusji często określa się ogólny kierunek grupy i potencjalne propozycje działań.
- Tworzenie wniosku: na podstawie dyskusji formalna propozycja decyzji w tej sprawie jest przedstawiana grupie.
- Wezwanie do konsensusu: osoba wspomagająca organ decyzyjny wzywa do konsensusu w sprawie wniosku. Każdy członek grupy zwykle musi aktywnie wyrazić zgodę, stanąć z boku lub sprzeciwić się, często gestem ręki lub podniesieniem kolorowej kartki, aby uniknąć interpretowania przez grupę milczenia lub bezczynności jako zgody. Liczba sprzeciwów jest liczona w celu ustalenia, czy próg zgody na ten krok został spełniony. Jeśli tak jest, osoby sprzeciwiające się proszone są o podzielenie się swoimi obawami dotyczącymi postępowania w sprawie porozumienia, aby można było zaradzić lub zminimalizować potencjalne szkody. Może się to zdarzyć nawet wtedy, gdy próg zgody to jednomyślność, zwłaszcza jeśli wielu wyborców stoi z boku[17][18][19].
- Identyfikacja i rozwiązywanie problemów: jeśli nie osiągnięto konsensusu, każdy dysydent przedstawia swoje obawy dotyczące propozycji, potencjalnie rozpoczynając kolejną rundę dyskusji w celu rozwiązania lub wyjaśnienia problemu[17][18][19].
- Modyfikacja wniosku: wniosek został zmieniony, przeredagowany lub przeanalizowany, tak aby uwzględniał obawy decydentów. Następnie proces powraca do wezwania do konsensusu, a cykl jest powtarzany, aż decyzja przekroczy próg zgody dla grupy[17][18][19].

#### Model oparty na kwakrze
Uważa się, że konsensus oparty na kwakrze jest skuteczny, ponieważ wprowadza prostą, sprawdzoną w czasie strukturę, która prowadzi grupę do jedności. Model oparty na kwakrze ma uwzględnianie wszystkich indywidualnych głosów, zapewniając jednocześnie mechanizm radzenia sobie z nieporozumieniami.
Model kwakrów został dostosowany przez Earlham College do zastosowania w świeckich środowiskach i może być skutecznie używany w każdym procesie podejmowania decyzji w drodze konsensusu.
Jego proces obejmuje:
- Wiele obaw i informacji jest udostępnianych, dopóki sens grupy nie stanie się jasny.
- Dyskusja obejmuje aktywne słuchanie i wymianę informacji.
- Normy ograniczają liczbę próśb o zabranie głosu, aby zapewnić, że każdy mówca jest w pełni słyszalny.
- Pomysły i rozwiązania należą do grupy; żadne nazwiska nie są wspominane.
- W idealnym przypadku różnice są rozwiązywane w drodze dyskusji. Facylitator („urzędnik” lub „przewodniczący” w modelu kwakierów) identyfikuje obszary porozumienia i wymienia nieporozumienia, aby pogłębić dyskusję.
- Facylitator artykułuje sens dyskusji, pyta, czy są inne obawy i proponuje „minutę” na podjęcie decyzji.
- Za decyzję odpowiada cała grupa, a decyzja należy do grupy.
- Facylitator może rozpoznać, czy osoba, która nie jednoczy się z decyzją, działa bez troski o grupę lub w egoistycznym interesie.
- Idealnie byłoby, gdyby wszystkie perspektywy dysydentów zostały zsyntetyzowane w ostateczny wynik całości, który jest większy niż suma jej części[20].
- Jeśli punkt widzenia jednego z dysydentów nie harmonizuje z innymi, może on „ustąpić”, aby pozwolić grupie kontynuować, lub może zdecydować się na „blokadę”. „Odsunięcie się” oznacza pewną formę milczącej zgody. Niektóre grupy umożliwiają „blokowanie” nawet przez jedną osobę, aby zatrzymać lub odroczyć cały proces[5].

Kluczowe elementy konsensusu opartego na kwakrach obejmują wiarę we wspólne człowieczeństwo i zdolność do wspólnego podejmowania decyzji. Celem jest „jedność, a nie jednomyślność”. Zapewnienie, że członkowie grupy mówią tylko raz, dopóki inni nie zostaną wysłuchani, zachęca do różnorodności myśli. Facylitator jest rozumiany jako służący grupie, a nie jako osoba nadzorująca. W modelu kwakierskim, podobnie jak w innych procesach podejmowania decyzji opartych na konsensusie, artykułowanie wyłaniającego się konsensusu pozwala członkom na jasne ustalenie decyzji, która przed nimi stoi. Ponieważ opinie wszystkich członków są brane pod uwagę, prawdopodobnie wszyscy je poprą.

## Role
Proces podejmowania decyzji w drodze konsensusu często ma kilka ról zaprojektowanych w celu usprawnienia procesu. Chociaż nazwy i charakter tych ról różnią się w zależności od grupy, najczęściej są to: moderator, konsensor, chronometrażysta, osoba obserwująca atmosferę, sekretarz lub osoba sporządzająca notatki. Nie wszystkie organy decyzyjne wykorzystują wszystkie te role, chociaż stanowisko moderatora jest prawie zawsze obsadzone, a niektóre grupy stosują role uzupełniające, takie jak adwokat diabła. Niektóre organy decyzyjne zmieniają te role między członkami grupy, aby budować doświadczenie i umiejętności uczestników oraz zapobiegać postrzeganej koncentracji władzy.
Wspólne role na spotkaniu konsensualnym to:
- Facylitator: Jak sama nazwa wskazuje, rolą facylitatora jest pomoc w ułatwieniu procesu osiągnięcia konsensusu. Facylitatorzy przyjmują odpowiedzialność za terminowe wykonanie programu; zapewnienie, że grupa przestrzega wspólnie uzgodnionych mechanizmów procesu konsensusu; oraz, jeśli to konieczne, sugerowanie alternatywnych lub dodatkowych dyskusji lub technik podejmowania decyzji, takich jak odejście do drugiego kręgu, grupy ucieczkowe lub odgrywanie ról[26][27]. Niektóre grupy konsensusu korzystają z pomocy dwóch współprowadzących. Często stosuje się wspólną facylitację, aby rozproszyć dostrzeganą moc facylitatora i stworzyć system, w którym współfacylitator może przekazać obowiązki facylitatora, jeśli bardziej osobiście zaangażuje się w debatę[28].
- Konsensor: zespół konsensorów jest odpowiedzialny za przyjęcie odpowiednich propozycji zgodnych z Kartą praw człowieka ONZ; do przedstawienia początkowej listy tych opcji; za sporządzenie wyważonej listy opcji reprezentujących całą debatę; analizowanie głosów oddany w kolejnych głosowaniach Metody Bordy; i, jeśli zajdzie taka potrzeba, określić złożoną decyzję na podstawie dwóch najpopularniejszych opcji.
- Sędzia mierzący czas: Celem sędziów mierzących czas jest dopilnowanie, aby organ decyzyjny dotrzymał harmonogramu ustalonego w porządku obrad. Skuteczni sędziowie mierzący czas stosują różnorodne techniki, aby zapewnić terminowość spotkania, w tym: częste informowanie o godzinie, wystarczające ostrzeżenia o krótkim czasie oraz powstrzymywanie poszczególnych prelegentów przed zajęciem zbyt dużej ilości czasu[25].
- Obserwator atmosfery: jest odpowiedzialny za monitorowanie „klimatu emocjonalnego'' spotkania, zwracanie uwagi na mowę ciała i inne niewerbalne wskazówki uczestników. Rozbrajanie potencjalnych konfliktów emocjonalnych, utrzymywanie klimatu wolnego od zastraszania i świadomość potencjalnie destrukcyjnej dynamiki władzy, takiej jak seksizm czy rasizm w ciele decyzyjnym, to główne obowiązki obserwatora atmosfery.
- Sekretarz: Rolą sporządzającego notatki lub sekretarza jest dokumentowanie decyzji, dyskusji i punktów działań organu decyzyjnego.

## Narzędzia i metody

Przód, tył i wytłaczana maska do kolorowych kart konsensusu

- Niektóre organy decyzyjne konsensusu używają systemu kolorowych kart, aby wskazać priorytet mówcy. Na przykład czerwone kartki z informacją zwrotną o naruszeniu zasad lub przyzwoitości, żółte kartki za wyjaśnienie pytań i zielone kartki z chęcią zabrania głosu[8].
- Sygnały ręczne to kolejna metoda niewerbalnego odczytywania pozycji pokoju. Dobrze współpracują z grupami liczącymi mniej niż 250 osób, a zwłaszcza z grupami wielojęzycznymi[29]. Charakter i znaczenie poszczególnych gestów różni się w zależności od grupy, ale powszechnie przyjęty podstawowy zestaw sygnałów ręką obejmuje: poruszanie palcami obu rąk, gest czasami określany jako „migotanie”, w celu wyrażenia zgody; podniesienie pięści lub skrzyżowanie obu przedramion z rękami w pięści w celu wskazania bloku lub silnego sprzeciwu; i wykonanie oburącz kształtu litery „T”, gest „przekroczenia czasu”, aby zwrócić uwagę na proces lub porządek[27][30][31]. Jeden typowy zestaw sygnałów ręcznych nazywa się „Pięść do pięciu” lub „Pięść-pięć”. W tej metodzie każdy członek grupy może unieść pięść, aby wskazać blokujący konsensus, jeden palec, aby zasugerować zmiany, dwa palce, aby omówić drobne kwestie, trzy palce, aby wskazać chęć przepuszczenia sprawy bez dalszej dyskusji, cztery palce, aby potwierdzić decyzję jako dobry pomysł i pięć palców, aby zgłosić się na ochotnika, aby przejąć inicjatywę we wdrażaniu decyzji[32]. Podobny zestaw sygnałów ręcznych jest używany przez protestujących z Okupuj Wall Street w negocjacjach grupowych[33].
- Głosowanie większościowe jest stosowana jako metoda awaryjna, gdy nie można osiągnąć konsensusu w określonym przedziale czasowym[34]. Jeśli można przewidzieć potencjalny wynik metody rezerwowej, wówczas ci, którzy popierają ten wynik, mają motywację do zablokowania konsensusu, aby zastosować metodę rezerwową. Opracowano specjalne metody awaryjne, które zmniejszają tę motywację[35].

## Krytyka

### Krytyka blokowania
Krytycy blokowania konsensusu często zauważają, że ta opcja, choć potencjalnie skuteczna dla małych grup zmotywowanych lub przeszkolonych osób o wystarczająco wysokim stopniu podobieństwa, ma szereg możliwych niedociągnięć, w szczególności:
- Zachowanie status quo: w organach decyzyjnych, które stosują formalny konsensus, zdolność jednostek lub małych mniejszości do blokowania porozumienia daje ogromną przewagę każdemu, kto wspiera istniejący stan rzeczy. Może to oznaczać, że określony stan rzeczy może trwać w organizacji jeszcze długo po tym, jak większość członków chciałaby, aby to się zmienił[36]. Zachętę do blokowania można jednak usunąć za pomocą specjalnego procesu głosowania[35].
- Podatność na powszechne spory: Przyznanie prawa do blokowania propozycji wszystkim członkom grupy może spowodować, że grupa stanie się zakładnikiem nieugiętej mniejszości lub jednostki. Kiedy popularna propozycja zostaje zablokowana, grupa faktycznie doświadcza powszechnego sprzeciwu, co jest przeciwieństwem celu procesu konsensusu. Co więcej, „sprzeciwianie się takiemu utrudniającemu zachowaniu [można] zinterpretować jako atak na wolność słowa, a co za tym idzie [zahartować] ze strony jednostki, by bronić swojej pozycji”[37]. W rezultacie podejmowanie decyzji w drodze konsensusu może potencjalnie nagrodzić najmniej przychylnych członków grupy, a jednocześnie ukarać najbardziej przychylnych.
- Stagnacja i dysfunkcja grupowa: kiedy grupy nie mogą podejmować decyzji niezbędnych do funkcjonowania (ponieważ nie mogą rozwiązać blokad), mogą stracić skuteczność w wypełnianiu swoich celów.
- Podatność na dzielenie i wykluczanie członków: gdy wysoki poziom frustracji członków grupy wynika z zablokowanych decyzji lub nadmiernie długich spotkań, członkowie mogą opuścić grupę, próbować nakłonić innych, aby odeszli lub ograniczyli dostęp do grupy.
- Kierowanie decyzji z dala od włączającego procesu grupowego: gdy członkowie grupy postrzegają status quo jako niesprawiedliwy i trudny do zmiany w całym procesie grupowym, mogą zacząć delegować podejmowanie decyzji mniejszym komitetom lub komitetowi wykonawczemu. W niektórych przypadkach członkowie zaczynają działać jednostronnie, ponieważ są sfrustrowani stagnacją procesu grupowego.

### Syndrom grupowego myślenia
Konsensus ma na celu poprawę solidarności w dłuższej perspektywie. W związku z tym nie należy go mylić z jednomyślnością w bezpośredniej sytuacji, która często jest objawem grupowego myślenia. Badania nad skutecznym procesem konsensusu zwykle wskazują na unikanie jednomyślności lub „złudzenie jednomyślności” która nie wytrzyma, gdy grupa znajduje się pod presją świata rzeczywistego (gdy pojawia się ponownie sprzeciw). Cory Doctorow, Ralph Nader i inni zwolennicy demokracji deliberatywnej lub metod podobnych do sądownictwa postrzegają wyraźny sprzeciw jako symbol siły.
W swojej książce o Wikipedii Joseph Reagle rozważa zalety i wyzwania konsensusu w społecznościach otwartych i internetowych. Randy Schutt, Starhawk i inni praktycy akcji bezpośredniej koncentrują się na niebezpieczeństwach pozornej zgody, po której następuje akcja, w której rozłam grupowy staje się niebezpiecznie oczywisty.
Jednogłośne lub pozornie jednomyślne decyzje mogą mieć wady. Mogą to być objawy systemowego uprzedzenia, sfałszowanego procesu (gdy agenda nie jest publikowana z wyprzedzeniem lub jest zmieniana, gdy staje się jasne, kto jest obecny), strach przed wypowiadaniem się, brak kreatywności (sugerowanie alternatyw) lub nawet brak odwagi (pójść dalej tą samą drogą do bardziej skrajnego rozwiązania, które nie przyniosłoby jednomyślnej zgody).
Jednomyślność osiąga się, gdy cała grupa zgadza się na decyzję. Ma to swoje wady, dalsze spory, usprawnienia lub lepsze pomysły pozostają ukryte, ale skutecznie kończy to debatę, przenosząc ją do fazy wdrażania. Niektórzy uważają, że jednomyślność jest formą grupowego myślenia, a niektórzy eksperci proponują „systemy kodowania… do wykrywania iluzji symptomu jednomyślności”. W Konsens to nie jednomyślność, praktykująca konsensus i liderka aktywistów Starhawk napisała:
Wielu ludzi myśli o konsensusie jako po prostu rozszerzonej metodzie głosowania, w której każdy musi oddać swój głos w ten sam sposób. Ponieważ tego rodzaju jednomyślność rzadko występuje w grupach składających się z więcej niż jednego członka, grupy, które próbują zastosować tego rodzaju proces, zwykle kończą się skrajną frustracją lub przymusem. Albo decyzje nigdy nie są podejmowane (co prowadzi do upadku grupy, przekształcenia jej w grupę społeczną, która nie realizuje żadnych zadań), są podejmowane w ukryciu, albo jakaś grupa lub jednostka dominuje nad resztą. Czasami dominuje większość, czasami mniejszość, czasami jednostka zatrudniająca „blok”. Ale bez względu na to, jak to się robi, NIE jest to konsensus.
Innymi słowy, pomieszanie jednomyślności i konsensusu zazwyczaj powoduje niepowodzenie procesu podejmowania decyzji w ramach konsensusu, a następnie grupa albo powraca do rządów większości albo się rozpada.
Większość solidnych modeli konsensusu wyklucza jednakowo jednomyślne decyzje i wymaga przynajmniej udokumentowania obaw mniejszości. Niektórzy wyraźnie stwierdzają, że jednomyślność nie jest konsensusem, ale raczej dowodem zastraszenia, braku wyobraźni, braku odwagi, nieuwzględnienia wszystkich głosów lub celowego wykluczenia przeciwnych poglądów.

### Krytyka procesu głosowania większościowego
Niektórzy zwolennicy podejmowania decyzji na zasadzie konsensusu uważają, że procedury, w których stosuje się zasadę większości, są niepożądane z kilku powodów. Głosowanie większościowe jest uważane za konkurencyjne, a nie oparte na współpracy, zakładające podejmowanie decyzji w ramach dychotomii wygrana / przegrana, która ignoruje możliwość kompromisu lub innych korzystnych dla obu stron rozwiązań. Z drugiej strony Carlos Santiago Nino argumentował, że zasada większości prowadzi do lepszej praktyki deliberacji niż alternatywy, ponieważ wymaga od każdego członka grupy przedstawienia argumentów przemawiających do co najmniej połowy uczestników. A. Lijphart doszedł do tego samego wniosku w sprawie rządów większości, zauważając, że rządy większości zachęcają do budowania koalicji. Ponadto przeciwnicy rządów większości twierdzą, że może to prowadzić do „tyranii większości”, czyli scenariusza, w którym większość stawia swoje interesy daleko ponad interesami jednostki lub grupy mniejszościowej, tworząc czynny ucisk. Niektórzy teoretycy głosowań argumentują jednak, że rządy większości mogą w rzeczywistości zapobiegać tyranii większości, po części dlatego, że maksymalizują potencjał mniejszości w tworzeniu koalicji, która może obalić niezadowalającą decyzję.
Niektórzy zwolennicy konsensusu twierdzą, że decyzja większości ogranicza zaangażowanie poszczególnych decydentów w podejmowanie decyzji. Członkowie mniejszości mogą czuć się mniej przywiązani do decyzji większości, a nawet wyborcy większościowi, którzy mogli zająć stanowisko w ramach partii lub bloku, mogą mieć poczucie mniejszej odpowiedzialności za ostateczną decyzję. Według wielu zwolenników konsensusu rezultatem tego ograniczonego zaangażowania jest potencjalnie mniejsza skłonność do obrony lub podjęcia decyzji.
Głosowanie większościowe nie może mierzyć konsensusu. W istocie – tak wielu „za” i tak wielu „przeciw” – mierzy coś wręcz przeciwnego, stopień sprzeciwu. W przeciwieństwie do tego, głosowanie konsensusowe, w zmodyfikowanej metodzie Borda, może zidentyfikować konsensus dowolnego elektoratu, jeśli taki konsensus istnieje. Ponadto zasady ustanowione dla tej procedury mogą być samym katalizatorem konsensusu.

## Przykłady
Poza kulturą zachodnią wiele innych kultur podejmowało decyzje na zasadzie konsensusu. Być może najstarszym przykładem jest Wielka Rada Konfederacji Haudenosaunee (Irokezów), która posługiwała się konsensusem przy podejmowaniu decyzji, wykorzystując 75% większości do finalizowania decyzji potencjalnie już w 1142 u Zulu i Xhosa (RPA) podczas procesu Indaba, liderzy społeczności zbierają się, aby wysłuchać opinii publicznej i negocjować figuratywne progi wobec akceptowalnego kompromisu. Technika ta została również wykorzystana podczas konferencji ONZ w sprawie zmian klimatu w 2015 W kulturach Aceh i Nias (indonezyjska) spory rodzinne i regionalne, od walk na placu zabaw po dziedziczenie majątku, są rozwiązywane w procesie budowania konsensusu musyawarah, w którym strony pośredniczą w znalezieniu pokoju i uniknięciu przyszłej wrogości i zemsty. Oczekuje się, że wynikające z nich porozumienia będą przestrzegane i będą obejmować porady i ostrzeżenia, odszkodowania i wygnanie.
Budowanie konsensusu i eksperymenty z demokracją bezpośrednią były cechą projektów rejestracji wyborców realizowanych przez Studencki Komitet Koordynacyjny ds. Pokoju(SNCC) na południu Ameryki ; Projekt Badań i Działań Ekonomicznych (ERAP) studentów na rzecz społeczeństwa demokratycznego (połowa lat 60.), niektóre grupy wyzwolenia kobiet (późne lata 60. do początku 70.) oraz ruchy antynuklearne i pokojowe (późne lata 70. i wczesne 80.). Na przykład ruch antynuklearny Clamshell Alliance i Movement for a New Society były zaangażowane w proces podejmowania decyzji w drodze konsensusu. Początków formalnego konsensusu można doszukiwać się znacznie wcześniej, od Religijnego Towarzystwa Przyjaciół (kwakrów), którzy przyjęli tę technikę już w XVII wieku. Anabaptyści, w tym niektórzy mennonici, w przeszłości stosowali podejmowanie decyzji w drodze konsensusu a niektórzy uważają, że anabaptyści praktykowali konsensus już na Synodzie Męczenników w 1527. Niektórzy chrześcijanie twierdzą, że podejmowanie decyzji w drodze konsensusu wywodzą się z Biblii. Global Anabaptist Mennonite Encyclopedia odwołuje się w szczególności do Dz 15 jako przykładu konsensusu w Nowym Testamencie. Brak uzasadnionego procesu konsensusu w jednogłośnym przekonaniu Jezusa przez skorumpowanych księży w nielegalnie sprawowanym sądzie Sanhedrynu (który miał zasady uniemożliwiające jednomyślne przekonanie w pośpiesznym procesie) silnie wpłynął na poglądy pacyfistycznych protestantów, w tym anabaptystów (menonitów / Amisze), kwakrów i shakerów. W szczególności wpłynęło to na ich nieufność do sal sądowych prowadzonych przez ekspertów oraz na „jasne podejście do procesu” oraz zebranie się w sposób zapewniający, że „każdy musi zostać wysłuchany”.
Głosowanie konsensusu po raz pierwszy poparł (a) Ramón Llull w 1199 następnie (b) Nicholas Cusanus w 1435, Następnie (c) Jean-Charles de Borda w 1784 roku. Później przez (d) Hother Hage w 1860 i (e) Charles Dodgson (Lewis Carroll) w 1884 i wreszcie przez (f) Petera Emersona w 1986 roku. Z możliwym wyjątkiem (e), żaden z tych „wynalazców” nie wiedział nic o sposobach podejmowania decyzji któregokolwiek z ich poprzedników.
Oxford English Dictionary przypisuje Mollie Hunter (1922–2012) następujący cytat dotyczący konsensusu: „Żadna pojedyncza grupa nie ma prawa zignorować konsensusu przemyślanej opinii”.

### Japoński biznes
Japońskie firmy zwykle podejmują decyzje na zasadzie konsensusu, co oznacza, że każda decyzja wymaga jednomyślnego poparcia w radzie dyrektorów. Ringi-sho to dokument obiegowy służący do uzyskania zgody. Musi być najpierw podpisany przez menedżera najniższego szczebla, a następnie w górę. Może on wymagać korekty i rozpoczęcia procesu od nowa.

### Zgrubny model konsensusu IETF
Zakłada się, że w Internet Engineering Task Force (IETF) decyzje są podejmowane na zasadzie przybliżonego konsensusu. IETF pilnie powstrzymał się od zdefiniowania mechanicznej metody weryfikacji takiego konsensusu, najwyraźniej w przekonaniu, że każda taka kodyfikacja prowadzi do prób „oszukania systemu”. Zamiast tego przewodniczący grupy roboczej (WG) lub przewodniczący BoF ma wyrażać „poczucie grupy”.
Jedną z tradycji popierających zgrubny konsensus jest tradycja brzęczenia, a nie (policzalnego) podnoszenia ręki; pozwala to grupie szybko określić różnicę między „jednym lub dwoma przeciwnikami” a „mocno podzieloną społecznością”, bez łatwego wślizgnięcia się w „rządy większości”.
Znaczna część działalności IETF jest prowadzona na listach mailingowych, na których wszystkie strony mogą w każdej chwili wyrazić swoje zdanie.

### Model konstruktywizmu społecznego
W 2001 Robert Rocco Cottone opublikował oparty na konsensusie model podejmowania decyzji zawodowych dla doradców i psychologów. Oparty na filozofii konstruktywizmu społecznego, model działa jako model budowania konsensusu, ponieważ rozwiązuje to konflikty etyczne w procesie negocjacji w celu osiągnięcia konsensusu. Konflikty są rozwiązywane przez wspólnie uzgodnionych arbitrów, którzy są określani na wczesnym etapie procesu negocjacji.

### Amerykańskie Biuro ds. Zarządzania Gruntami we współpracy z interesariuszami
Polityka Biura Zarządzania Gruntami Stanów Zjednoczonych polega na staraniu się, aby wspólne zaangażowanie interesariuszy było standardową praktyką operacyjną dla projektów, planów i decyzji dotyczących zasobów naturalnych, z wyjątkiem nietypowych warunków, takich jak ograniczenia wynikające z prawa, regulacji lub kiedy konwencjonalne procesy są ważne dla ustanowienia nowego lub ponownego potwierdzenia istniejącego precedensu.

## Dodatkowa krytyka z perspektywy biblijnej i filozoficznej
Jako znaczący przykład niepowodzenia jednomyślności w kanonie zachodnim, historyczka Nowego Testamentu Elaine Pagels przytacza jednomyślny głos Sanhedrynu w sprawie skazania Jezusa z Nazaretu. Żydowskiej publiczności znającej wymóg tego sądu, aby uwolnić każdą osobę jednogłośnie skazaną za brak właściwej obrony, Pagels uważa, że historia ta ma na celu zasygnalizowanie niesprawiedliwości jednomyślnego pośpiechu do zgody i braku obrońcy Jezusa. Przytacza odejście od tego poglądu i preferowanie widocznej jednomyślności jako czynnik późniejszej „demonizacji” Żydów, pogan, heretyków (zwłaszcza gnostyków) i innych, którzy nie zgadzali się z ortodoksyjnymi poglądami w późniejszym chrześcijaństwie. Innymi słowy, jednomyślność stała się priorytetem tam, gdzie była anatemą.
Niektóre modele formalne oparte na teorii grafów próbują zbadać konsekwencje stłumienia sprzeciwu i późniejszego sabotażu grupy w trakcie podejmowania działań.
Podejmowanie decyzji o wysokiej stawce, takie jak orzeczenia sądów apelacyjnych, zawsze wymaga wyraźnej dokumentacji. Jednak nadal obserwuje się zgodę, która przeczy wytłumaczeniom frakcyjnym. Na przykład prawie 40% orzeczeń Sądu Najwyższego Stanów Zjednoczonych jest jednomyślnych, choć często z bardzo różnych powodów. „Konsensus w głosowaniu w Sądzie Najwyższym, a zwłaszcza skrajna zgoda co do jednomyślności, często intrygował obserwatorów Trybunału, którzy trzymają się ideologicznych opisów procesu podejmowania decyzji przez sąd”. Dowody historyczne nie mówią jasno, czy poglądy poszczególnych sędziów zostały stłumione na rzecz jedności publicznej.
Inną metodą na osiągnięcie większego porozumienia jest proces głosowania, w ramach którego wszyscy członkowie grupy mają strategiczną motywację do wyrażania zgody, a nie blokowania. Jednak to sprawia, że bardzo trudno jest odróżnić tych, którzy popierają decyzję, od tych, którzy jedynie taktycznie ją tolerują dla zachęty. Po otrzymaniu takiej zachęty mogą podważyć lub odmówić realizacji porozumienia na różne i nieoczywiste sposoby. Ogólnie rzecz biorąc, systemy głosowania unikają oferowania zachęt (lub „łapówek”) w celu zmiany szczerego głosowania.
- Paradoks Abilene: Podejmowanie decyzji w drodze konsensusu jest podatne na wszelkie formy myślenia grupowego, z których najbardziej dramatycznym jest paradoks Abilene. W paradoksie Abilene grupa może jednogłośnie uzgodnić sposób działania, którego żaden pojedynczy członek grupy nie pragnie, ponieważ nikt nie jest skłonny sprzeciwić się postrzeganej woli organu decyzyjnego[69].
- Czasochłonne: ponieważ podejmowanie decyzji w drodze konsensusu koncentruje się na dyskusji i szuka wkładu wszystkich uczestników, może to być proces czasochłonny. Jest to potencjalna odpowiedzialność w sytuacjach, w których decyzje muszą być podejmowane szybko lub gdy nie jest możliwe zebranie opinii wszystkich delegatów w rozsądnym czasie. Ponadto czas potrzebny do zaangażowania się w proces podejmowania decyzji w drodze konsensusu może czasami stanowić przeszkodę w uczestnictwie osób, które nie są w stanie lub nie chcą podjąć zobowiązania[70]. Jednak po podjęciu decyzji można podjąć działania szybciej niż decyzja wydana. Amerykańscy biznesmeni narzekali, że w negocjacjach z japońską firmą musieli omówić ten pomysł ze wszystkimi, nawet z woźnym, ale kiedy zapadła decyzja, Amerykanie stwierdzili, że Japończycy są w stanie działać znacznie szybciej, ponieważ wszyscy byli przygotowani, podczas gdy Amerykanie musieli walczyć z wewnętrznym sprzeciwem[71].